# The Day (film)
The Day è un film del 2011 diretto da Douglas Aarniokoski. 
Pellicola statunitense di genere postapocalittico il cui cast principale è composto da Ashley Bell, Shannyn Sossamon, Dominic Monaghan, Shawn Ashmore e Cory Hardrict. Il film ha debuttato il 16 settembre 2011 al Toronto International Film Festival ed è stato distribuito in 12 sale negli Stati Uniti il 29 agosto 2012. Nei primi 16 giorni ha incassato $20.984.